# Francesco Armellini de' Medici
Francesco Armellini de' Medici, nascut Pantalissi (Perusa, Úmbria, 13 de juliol de 1470 - Roma, octubre de 1527) va ser un cardenal italià del segle xvi. El seu pare era comerciant.

## Biografia
Francesco Pantalissi va ser protonotari apostòlic, secretari del papa Juli II, secretari del Col·legi dels cardenals i clergue de la Cambra apostòlica. Les seves competències en recaptar impostos li valen el favor del papa Lleó X, que l'adopta en la família Mèdici. Pantalissi pot des de llavors afegir el nom de Mèdici al seu propi patronímic.
El papa Lleó X el fa cardenal en el consistori de l'1 de juliol de 1517. El cardinal Armellini és administrador de la diòcesi de Gerace i Oppido de 1517 a 1519. És nomenat legat a les Marques i a França i intendent de les finances del papa. Armellini és camarlenc a partir de 1521, però no és estimat pel poble romà en raó dels impostos que posa.
El cardinal Armellini participa al conclave de 1521-1522 en el qual es elegit Adrià VI, i al conclave de 1523 (elecció de Climent VII). A partir de 1525 és arquebisbe de Tàrent i és nomenat també vicecanceller de la Santa Església. Durant el saqueig de Roma (1527), en l'assalt de les tropes del condestable de Borbó sobre Roma, es refugia al Castell de Sant'Angelo en condicions rocambolesques (tancades les portes del castell, és hissat a dalt de la muralla en un cistell tirat per una corda). Tots els seus béns, que eren considerables, són saquejats per les tropes imperials.
El cardinal Armellini va morir l'octubre de 1527 al Castell de Sant'Angelo.